# Nurses
Nurses è un film TV statunitense del 2007, realizzato come episodio pilota di una serie televisiva mai prodotta. La FOX, dopo l'insuccesso in termini di ascolti, ha annullato la realizzazione della serie. 